# 洛迪之战
洛迪战役是于1796年5月10日，在拿破仑·波拿巴的法国军队与博利奥率领的奥地利后卫于意大利小镇洛迪发生的战斗。奥地利的后卫部队被击败，但奥地利军队的主体有时间撤退。

## 战役背景

### 与萨丁尼亞的谈判
在拿破仑于萨丁尼亞的谈判之中，双方很快签订了和平协议，萨丁尼亞割让了许多道路，还交出了科尼，斯图拉河以及数条河流之间的所有领土。拿破仑在谈判中耍了个小花招，他坚持加一条秘密协议，规定自己有权使用瓦伦扎的桥梁（ps但其实他的真正目的是在“皮亚琴察”（Piacenza）过河）。该地位于瓦伦扎北70公里处。

### 战前局势
5月上旬，拿破仑告诉督政府，他打算渡过波河，但事情并不简单。奥地利指挥官博利厄已经退入波河与“提契厄河”（the Ticino）的夹角。掩护着“米兰”，同时他的交通线延伸至波河以东，博利厄上了拿破仑的当，一直严密监视瓦伦扎。拿破仑随即突袭了“帕尔马公国”的皮亚琴察，绕开了多处防线，直逼米兰。
博利厄能比拿破仑早一天到达皮亚琴察，拿破仑为此命令士兵必须全速前进。马塞纳被派往瓦伦扎迷惑博利厄，奥热罗则在两地之中立足。与此同时，拿破仑与拉阿尔普，克罗德·达勒马涅奔往目的地。

### 渡河
5月7日黎明，法军准备在波河与特雷比亚河交汇处渡河。勇敢的“拉納”(当时还是上校)，沿河收集船只以及造船材料，拿破仑命令奥热罗以及马塞纳尽快前往会和。8日拿破仑本人渡河，法军向皮亚琴察总督说明如果不打开城门会遭遇什么后，后者便向法军投降。
当日，拿破仑预言：“再来一场胜利，我们就是意大利之主。” 他大力征召马匹，为之后的洛迪做好了准备。

## 洛迪战役
5月10日，奥军经过阿达河右岸的洛迪，准备退入米兰。洛迪位于米兰西南方22英里处，拿破仑准备在此阻击敌军。马尔蒙率领一个驃骑兵团，拉纳率领一个掷弹兵团，上午九点左右，两人的前卫部队追逐上了奥军的后卫部队。洛迪这座小镇的守军不多，法军轻松的进入洛迪，但被阿达河上横跨的一座大桥所阻挡，敌人在对岸发射霰弹，法军前卫部队被杀伤。拿破仑先征用了两门火炮，并且命令调来更多的火炮，随后进入教堂指挥战斗。此时奥军后卫指挥官博腾多夫将军共有约9500人，并且有14门火炮，依托木质长桥，占尽优势。拿破仑断定必须速夺此桥。下午5时，他部署了30门火炮，并且排出骑兵前往上游寻找浅滩。下午6时，他派遣第27及29轻步兵旅冒着葡萄弹上桥，桥上第一波士兵被霰弹杀伤，士兵们产生了动摇，但法国的高级将领纷纷身先士卒，包括今后的帝国元帅马塞纳。士兵们被激励的同时，发现水位很浅，纷纷跳下桥向奥军开枪，拿破仑则派更多士兵攻桥。法军凭借着巨大的勇气攻克并冲过了桥梁，奥地利军队在缺少补给之下早已疲惫不堪，并且担心法军骑兵切段后路，他们的士气随着拿破仑派出骑兵的出现而彻底崩塌，随后迅速撤退。五天后，拿破仑进入米兰，奥军被迫继续向东撤退。

## 结果
在这场战役中，法国付出了300至1,000人的损失，而奥地利有3,200人死亡或失踪，同时2,000人被法军俘虏。14门火炮以及30辆弹药车被法军俘获。
拿破仑虽然只迎战了奥军的后卫，但即便如此，冒着三番的葡萄弹炮击冲过狭长木桥堪称英勇壮举。
“我曾以为自己只是个将军，但从那(洛迪)以后，我知道我是应征而来，决断人民命运的人。我真的可以在我国舞台上扮演关键角色，我的壮志凌云此时初现。”————— 拿破仑

## 註腳
1. ↑  Clodfelter 2017，第100頁.